# Liste der Sportler mit den meisten Olympiateilnahmen
In dieser Tabelle werden Sportler angeführt, die mindestens siebenmal an den Olympischen Spielen der Neuzeit teilgenommen haben.

## Übersicht
# = Anzahl der Teilnahmen
Σ = Summe der Medaillen
| #  | Sportler                 | NOK(s)                                     | Lebensdaten   | Teilnahmen                        | Sportart                            |   |   |   | Σ  |
| -- | ------------------------ | ------------------------------------------ | ------------- | --------------------------------- | ----------------------------------- | - | - | - | -- |
| 10 | Ian Millar               | Kanada                                     | * 1947        | 1972, 1976, 1984–2012             | Springreiten                        | 0 | 1 | 0 | 1  |
| 10 | Nino Salukwadse          | Sowjetunion, Vereintes Team und Georgien   | * 1969        | 1988–2024                         | Sportschießen (Pistole)             | 1 | 1 | 1 | 3  |
| 9  | Afanasijs Kuzmins        | Sowjetunion und Lettland                   | * 1947        | 1976, 1980, 1988–2012             | Sportschießen (Pistole)             | 1 | 1 | 0 | 2  |
| 9  | Hubert Raudaschl         | Österreich                                 | * 1942        | 1964–1996                         | Segeln                              | 0 | 2 | 0 | 2  |
| 8  | Francisco Boza           | Peru                                       | * 1964        | 1980–2004, 2016                   | Sportschießen (Trap)                | 0 | 1 | 0 | 1  |
| 8  | Oksana Chusovitina       | Vereintes Team, Deutschland und Usbekistan | * 1975        | 1992–2020                         | Gerätturnen                         | 1 | 1 | 0 | 2  |
| 8  | Rajmond Debevec          | Jugoslawien und Slowenien                  | * 1963        | 1984–2012                         | Sportschießen (Gewehr)              | 1 | 0 | 2 | 3  |
| 8  | Piero D’Inzeo            | Italien                                    | * 1923 † 2014 | 1948–1976                         | Springreiten                        | 0 | 2 | 4 | 6  |
| 8  | Raimondo D’Inzeo         | Italien                                    | * 1925 † 2013 | 1948–1976                         | Springreiten                        | 1 | 2 | 3 | 6  |
| 8  | Paul Elvstrøm            | Dänemark                                   | * 1928 † 2016 | 1948–1960, 1968, 1972, 1984, 1988 | Segeln                              | 4 | 0 | 0 | 4  |
| 8  | Jesús Ángel García       | Spanien                                    | * 1969        | 1992–2020                         | Leichtathletik (Gehen)              | 0 | 0 | 0 | 0  |
| 8  | Andrew Hoy               | Australien                                 | * 1959        | 1984–2004, 2012, 2020             | Vielseitigkeitsreiten               | 3 | 1 | 2 | 6  |
| 8  | Josefa Idem              | Deutschland und Italien                    | * 1964        | 1984–2012                         | Kanurennsport                       | 1 | 2 | 2 | 5  |
| 8  | Noriaki Kasai            | Japan                                      | * 1972        | 1992–2018                         | Skispringen                         | 0 | 2 | 1 | 3  |
| 8  | Durward Knowles          | Vereinigtes Königreich und Bahamas         | * 1917 † 2018 | 1948–1972, 1988                   | Segeln                              | 1 | 0 | 1 | 2  |
| 8  | Claudia Pechstein        | Deutschland                                | * 1972        | 1992–2006, 2014–2022              | Eisschnelllauf                      | 5 | 2 | 2 | 9  |
| 8  | Giovanni Pellielo        | Italien                                    | * 1970        | 1992–2016, 2024                   | Sportschießen (Trap)                | 0 | 3 | 1 | 4  |
| 8  | Rodrigo Pessoa           | Brasilien                                  | * 1972        | 1992 – 2012, 2020, 2024           | Springreiten                        | 1 | 0 | 2 | 3  |
| 8  | Lesley Thompson          | Kanada                                     | * 1959        | 1984 – 2000, 2008 – 2016          | Rudern                              | 1 | 3 | 1 | 5  |
| 7  | Janne Ahonen             | Finnland                                   | * 1977        | 1994–2018                         | Skispringen                         | 0 | 2 | 0 | 2  |
| 7  | Simon Ammann             | Schweiz                                    | * 1981        | 1998–2022                         | Skispringen                         | 4 | 0 | 0 | 4  |
| 7  | Abdullah al-Rashidi      | Kuwait                                     | * 1963        | 1996–2020                         | Sportschießen (Skeet)               | 0 | 0 | 2 | 2  |
| 7  | Ludger Beerbaum          | Deutschland                                | * 1963        | 1988–2008, 2016                   | Springreiten                        | 4 | 0 | 1 | 5  |
| 7  | Timo Boll                | Deutschland                                | * 1981        | 2000–2024                         | Tischtennis                         | 0 | 2 | 2 | 4  |
| 7  | Sjarhej Dalidowitsch     | Belarus                                    | * 1973        | 1994–2018                         | Skilanglauf                         | 0 | 0 | 0 | 0  |
| 7  | Albert Demtschenko       | Vereintes Team und Russland                | * 1971        | 1992–2014                         | Rennrodeln                          | 0 | 1 | 0 | 1  |
| 7  | Karin Donckers           | Belgien                                    | * 1971        | 1992, 2000–2016, 2024             | Vielseitigkeitsreiten               | 0 | 0 | 0 | 0  |
| 7  | Phillip Dutton           | Vereinigte Staaten und Australien          | * 1963        | 1996–2020                         | Vielseitigkeitsreiten               | 2 | 0 | 1 | 3  |
| 7  | Formiga                  | Brasilien                                  | * 1978        | 1996–2020                         | Fußball                             | 0 | 2 | 0 | 2  |
| 7  | Marija Grosdewa          | Bulgarien                                  | * 1971        | 1992–2012, 2020                   | Sportschießen (Pistole)             | 2 | 0 | 3 | 5  |
| 7  | Anky van Grunsven        | Niederlande                                | * 1968        | 1988–2012                         | Dressurreiten                       | 3 | 5 | 1 | 9  |
| 7  | Otrjadyn Gündegmaa       | Mongolei                                   | * 1978        | 1996–2020                         | Sportschießen (Pistole)             | 0 | 1 | 0 | 1  |
| 7  | Carl Hester              | Vereinigtes Königreich                     | * 1967        | 1992, 2000, 2004, 2012–2024       | Dressurreiten                       | 1 | 1 | 2 | 4  |
| 7  | Kazjaryna Karsten        | Vereintes Team und Belarus                 | * 1972        | 1992–2016                         | Rudern                              | 2 | 1 | 2 | 5  |
| 7  | François Lafortune       | Belgien                                    | * 1932 † 2020 | 1952–1976                         | Sportschießen (KK-Gewehr)           | 0 | 0 | 0 | 0  |
| 7  | Santiago Lange           | Argentinien                                | * 1961        | 1988, 1996–2008, 2016–2020        | Segeln                              | 1 | 0 | 2 | 3  |
| 7  | Jos Lansink              | Niederlande und Belgien                    | * 1961        | 1988–2012                         | Springreiten                        | 1 | 0 | 0 | 1  |
| 7  | Jeannie Longo-Ciprelli   | Frankreich                                 | * 1958        | 1984–2008                         | Radsport (Straße und Bahn)          | 1 | 2 | 1 | 4  |
| 7  | Aida Mohamed             | Ungarn                                     | * 1976        | 1996–2020                         | Fechten                             | 0 | 0 | 0 | 0  |
| 7  | Funke Oshonaike          | Nigeria                                    | * 1975        | 1996–2020                         | Tischtennis                         | 0 | 0 | 0 | 0  |
| 7  | Ivan Osiier              | Dänemark                                   | * 1888 † 1965 | 1908–1932, 1948                   | Fechten                             | 0 | 1 | 0 | 1  |
| 7  | Merlene Ottey            | Jamaika und Slowenien                      | * 1960        | 1980–2004                         | Leichtathletik (Sprint)             | 0 | 3 | 6 | 9  |
| 7  | Leander Paes             | Indien                                     | * 1973        | 1992–2016                         | Tennis                              | 0 | 0 | 1 | 1  |
| 7  | Kerstin Palm             | Schweden                                   | * 1946        | 1964–1988                         | Fechten                             | 0 | 0 | 0 | 0  |
| 7  | Jörgen Persson           | Schweden                                   | * 1966        | 1988–2012                         | Tischtennis                         | 0 | 0 | 0 | 0  |
| 7  | John Michael Plumb       | Vereinigte Staaten                         | * 1940        | 1960–1976, 1984, 1992             | Vielseitigkeitsreiten               | 2 | 4 | 0 | 6  |
| 7  | Zoran Primorac           | Jugoslawien und Kroatien                   | * 1969        | 1988–2012                         | Tischtennis                         | 0 | 1 | 0 | 1  |
| 7  | Teresa Portela           | Spanien                                    | * 1982        | 2000–2024                         | Kanurennsport                       | 0 | 1 | 0 | 1  |
| 7  | Leuris Pupo              | Kuba                                       | * 1977        | 2000–2024                         | Sportschießen (Schnellfeuerpistole) | 1 | 1 | 0 | 2  |
| 7  | Mélina Robert-Michon     | Frankreich                                 | * 1979        | 2000–2024                         | Leichtathletik (Diskuswurf)         | 0 | 1 | 0 | 1  |
| 7  | João Rodrigues           | Portugal                                   | * 1971        | 1992–2016                         | Segeln (Windsurfen)                 | 0 | 0 | 0 | 0  |
| 7  | Jean-Michel Saive        | Belgien                                    | * 1969        | 1988–2012                         | Tischtennis                         | 0 | 0 | 0 | 0  |
| 7  | Robert Scheidt           | Brasilien                                  | * 1973        | 1996–2020                         | Segeln                              | 2 | 2 | 1 | 5  |
| 7  | Ralf Schumann            | DDR und Deutschland                        | * 1962        | 1988–2012                         | Sportschießen (Schnellfeuerpistole) | 3 | 2 | 0 | 5  |
| 7  | Jasna Šekarić            | Jugoslawien und Serbien                    | * 1965        | 1988–2012                         | Sportschießen (Pistole)             | 1 | 3 | 1 | 5  |
| 7  | Ragnar Skanåker          | Schweden                                   | * 1934        | 1972–1996                         | Sportschießen (Pistole)             | 1 | 2 | 1 | 4  |
| 7  | Nick Skelton             | Vereinigtes Königreich                     | * 1957        | 1988–1996, 2004–2016              | Springreiten                        | 2 | 0 | 0 | 2  |
| 7  | Taizō Sugitani           | Japan                                      | * 1976        | 1996–2016, 2024                   | Springreiten                        | 0 | 0 | 0 | 0  |
| 7  | Mark Todd                | Neuseeland                                 | * 1956        | 1984–1992, 2000, 2008–2016        | Springreiten, Vielseitigkeitsreiten | 2 | 1 | 3 | 6  |
| 7  | Segun Toriola            | Nigeria                                    | * 1974        | 1992–2016                         | Tischtennis                         | 0 | 0 | 0 | 0  |
| 7  | Olaf Tufte               | Norwegen                                   | * 1976        | 1996–2020                         | Rudern                              | 2 | 1 | 1 | 4  |
| 7  | Tinne Vilhelmson Silfvén | Schweden                                   | * 1967        | 1992–2016                         | Dressurreiten                       | 0 | 0 | 0 | 0  |
| 7  | Isabell Werth            | Deutschland                                | * 1969        | 1992–2000, 2008, 2016–2024        | Dressurreiten                       | 8 | 6 | 0 | 14 |

### Teilnahme an Sommer- und Winterspielen
Für Sportler, die sowohl an Sommer- wie auch an Winterspielen teilgenommen haben, ist der zur Erlangung von sieben Olympiateilnahmen erforderliche Zeitraum kürzer.
| # | Sportler         | NOK(s)    | Lebensdaten | Teilnahmen                                   | Sportart                               |   |   |   | Σ |
| - | ---------------- | --------- | ----------- | -------------------------------------------- | -------------------------------------- | - | - | - | - |
| 8 | Jaqueline Mourão | Brasilien | * 1975      | 2006–2022 (Winter) 2004, 2008, 2020 (Sommer) | Skilanglauf, Biathlon und Mountainbike | 0 | 0 | 0 | 0 |
| 7 | Seiko Hashimoto  | Japan     | * 1964      | 1984–1994 (Winter) 1988–1996 (Sommer)        | Eisschnelllauf und Bahnradsport        | 0 | 0 | 1 | 1 |

## Bemerkungen zu den Olympiateilnahmen einiger Aktiver

### Abdullah al-Rashidi
Da das kuwaitische NOK für die Spiele 2016 suspendiert war, startete er bei dieser Austragung als „Individual Olympic Athlete“.

### Oksana Chusovitina
Oksana Chusovitina startete 1992 für das sogenannte Vereinte Team aus Sportlern der früheren Sowjetunion, danach bis 2004 für Usbekistan, 2008 und 2012 für Deutschland und seit 2016 wiederum für Usbekistan.

### Rajmond Debevec
Debevec startete 1984 und 1988 für Jugoslawien, danach für Slowenien.

### Phillip Dutton
Dutton startete 1996, 2000 und 2004 für sein Heimatland Australien, mit dessen Mannschaft er zweimal die olympische Goldmedaille im Vielseitigkeitsreiten gewann. 2006 wechselte er die Staatsbürgerschaft und trat in der Folge für die USA an.

### Paul Elvstrøm
Elvstrøm war außerdem 1964 Ersatzmann in der dänischen Mannschaft, kam aber nicht zum Einsatz. Bei den beiden letzten Teilnahmen segelte er gemeinsam mit seiner Tochter Trine.

### Seiko Hashimoto
Hashimoto trat nach ihrer sportlichen Laufbahn eine politische Karriere an und wurde u. a. Regierungsbeauftragte für die Olympischen Sommerspiele 2020 und Vorsitzende des dortigen Organisationskomitees.

### Josefa Idem
Josefa Idem startete 1984 und 1988 für die Bundesrepublik Deutschland (einmal Bronze), danach für Italien.

### Durward Knowles
Knowles startete 1948 für Großbritannien und ab 1952 für die Bahamas. Bei seinem letzten Start 1988 war er mit 70 Jahren ältester Teilnehmer der Spiele und gehört zu den ältesten aktiven Teilnehmern der olympischen Geschichte.

### Afanasijs Kuzmins
Kuzmins nahm unter dem Namen Afanasi Kusmin zunächst für die Sowjetunion an Olympischen Spielen teil. Nach der Erlangung der Selbständigkeit startete er für sein Heimatland Lettland. Eine zusätzliche Olympiateilnahme blieb ihm durch den Olympiaboykott der Sowjetunion 1984 verwehrt.

### Jos Lansink
Lansink stammt aus den Niederlanden, für die er an insgesamt vier Olympischen Spielen teilnahm. Seit 2001 besitzt er einen belgischen Pass und startet seither für sein neues Heimatland.

### Ian Millar
Durch den Olympiaboykott Kanadas bei den Spielen 1980 verpasste Ian Millar eine weitere Olympiateilnahme. Im Vorfeld der Spiele 2016 musste sein Spitzenpferd Dixson operiert werden. Er stand mit seinem Zweitpferd Teddy du Bosquetiau zwar auf der Longlist der Kanadier, wurde jedoch anders als seine Tochter nicht nominiert. Für Amy Millar waren die Olympischen Spiele 2016 ihr erstes internationales Championat.

### Ivan Osiier
Der dänische Fechter kam auf sieben Olympiateilnahmen, obwohl seine Karriere durch beide Weltkriege und damit durch den Ausfall der Olympischen Spiele 1916, 1940 und 1944 unterbrochen wurde. Außerdem verzichtete er aufgrund seiner jüdischen Herkunft auf die Teilnahme an den Spielen von 1936, um damit gegen das deutsche Nazi-Regime zu protestieren.

### Merlene Ottey
Ottey startete bis 2000 für Jamaika, 2004 für Slowenien.
Die Bronzemedaille über 100 Meter bei den Spielen 2000 in Sydney erhielt sie nachträglich infolge der Dopingdisqualifikation von Marion Jones. Das IOC nahm die offizielle Neuvergabe der Medaillen im Dezember 2009 vor.

### Claudia Pechstein
Pechstein konnte bei den Winterspielen 2010 nicht starten, da sie wegen letztlich ungeklärter Dopingvorwürfe gesperrt war.

### Rodrigo Pessoa
Der brasilianische Springreiter wurde sowohl 2008 als auch 2024 von der Fortsetzung des Wettkampfes ausgeschlossen, weil bei seinen Pferden unklare Dopingvorwürfe (2008) bzw. eine Verletzung (2024) festgestellt wurden.

### John Michael Plumb
Plumb gewann bei den Spielen 1976 und 1984 jeweils die olympische Goldmedaille im Vielseitigkeitsreiten mit der amerikanischen Mannschaft. Bei den Spielen 1980 waren die USA wegen des Olympiaboykotts nicht am Start. 1988 fehlte Plumb wegen einer Verletzung.

### Zoran Primorac
Primorac startete 1988 für Jugoslawien, danach für Kroatien.

### Hubert Raudaschl
Raudaschl war bereits als Ersatzmann zu den Spielen 1960 im Aufgebot, kam jedoch nicht im Wettkampf zum Einsatz.

### Mélina Robert-Michon
Die französische Diskuswerferin war bei ihrer siebenten Olympiateilnahme 2024 in Paris Fahnenträgerin ihres Landes bei der Eröffnungsfeier und Sprecherin des Olympischen Eids.

### Nino Salukwadse
Die Sportschützin aus Tiflis startete 1988 für die Sowjetunion, 1992 für das sogenannte Vereinte Team aus Sportlern der früheren Sowjetunion und seit 1996 für Georgien.

### Robert Scheidt
Der brasilianische Segler sprach bei der Eröffnung der Sommerspiele 2016 in seinem Heimatland den olympischen Eid im Namen der Sportler.

### Ralf Schumann
Ralf Schumann gehörte zu dem bereits nominierten Team der DDR für die Spiele 1984. Der Olympiaboykott verhinderte eine weitere Teilnahme Schumanns.

### Jasna Šekarić
Die Sportschützin aus Belgrad startete 1988 für Jugoslawien, 1992 als unabhängige Olympiateilnehmerin, dann dreimal für Serbien und Montenegro und seit 2008 für Serbien.

### Edgar Seligman
In der vorliegenden Aufstellung fehlt aus prinzipiellen Gründen der britische Fechter und Künstler Edgar Seligman (1867–1958). Er nahm von 1908 bis 1924 an vier Olympischen Spielen als Fechter teil, gewann mit der britischen Degen-Mannschaft zwei Silbermedaillen (1908 und 1912) und erreichte mehrere gute Einzelplatzierungen. Bei den Spielen 1928 und 1932 war er jeweils als Maler an den Kunstwettbewerben beteiligt, ohne eine vordere Platzierung zu erreichen. Zu diesen sechs Olympiateilnahmen kommt die Teilnahme an den Olympischen Zwischenspielen 1906 (Silbermedaille mit der britischen Degen-Mannschaft). Seligman wäre der einzige Sportler, der bei Berücksichtigung dieser nicht offiziell anerkannten Spiele Aufnahme in die vorliegende Liste finden würde. Darüber hinaus war er bereits bei den ersten Olympischen Spielen 1896 als Fechter gemeldet, trat jedoch aus unbekannten Gründen nicht zum Wettkampf an. In vorliegender Liste sind nur Spiele gezählt, bei denen der betreffende Teilnehmer tatsächlich an einem Wettkampf beteiligt war.

### Ragnar Skanåker
Ragnar Skanåker erhielt von der ISSF eine Wildcard für die Olympischen Spiele 2004, wurde aber dennoch durch das schwedische NOK nicht nominiert.

### Nick Skelton
Kurz vor den Olympischen Spielen 2000 verletzte sich Skelton bei einem Wettkampfunfall schwer. Zeitweise war das Ende seiner aktiven Karriere zu befürchten.

### Lesley Thompson
Die kanadische Ruderin hatte bereits 1980 eine Olympiateilnahme verpasst, da Kanada die Spiele in Moskau boykottierte. 2004 fehlte sie wegen eines vorübergehenden Rücktritts vom Leistungssport. Lesley Thompson agiert jeweils als Steuerfrau.

### Mark Todd
Todd fehlte 1996 wegen einer Verletzung seines Pferdes. 2004 war er als Trainer bei den Olympischen Spielen dabei, kehrte aber danach zum aktiven Sport zurück.

### Olaf Tufte
Tufte startete in wechselnden Bootsklassen jedoch fast ausschließlich in Skull-Booten. Hier hatte er als zweimaliger Olympiasieger im Einer sowie mit weiteren Medaillen im Doppelzweier seine größten Erfolge. Lediglich sein erster Olympiastart 1996 erfolgte in einem Riemen-Boot.

## Einzelbelege und Anmerkungen
1. ↑  Soweit 2020 als Teilnahmejahr angegeben ist, bezieht sich dies auf die 2021 in Tokio nachgeholten Sommerspiele.
2. ↑  Zwei weitere Silbermedaillen bei den Olympischen Winterspielen 2014 wurden durch das IOC wegen Dopings aberkannt.
3. ↑  Soweit 2020 als Teilnahmejahr angegeben ist, bezieht sich dies auf die 2021 in Tokio nachgeholten Sommerspiele.
4. ↑  Olympia - Rekordturnerin Chusovitina verpasst das Sprungfinale. 25. Juli 2021, abgerufen am 25. Juli 2021.
5. ↑  Olympia ohne Kanadas Rekordolympionike Millar, sport.de, 15. Juli 2016
6. ↑  Ralf Schumann in der Datenbank von Sports-Reference (englisch; archiviert vom Original)
7. ↑  Edgar Seligman bei Olympedia